# Zhang Gaoli
Zhang Gaoli, född 1946, är en ledande kommunistisk kinesisk politiker på nationell nivå. Han var tidigare förste vice premiärminister i Folkrepubliken Kinas statsråd och satt i Politbyråns ständiga utskott.

## Bakgrund
Zhang Gaoli föddes den 1 november 1946 i staden Jinjiang i Fujian.
Han studerade ekonomi vid Xiamenuniversitetet i Xiamen mellan 1965 och 1970. Till skillnad från många andra sändes han inte ut för att arbeta på landsbygden under kulturrevolutionen.

## Karriär

### Maoming petroleum (1970-1985)
Efter avlagd examen började han jobba på det statliga oljebolaget Maoming petroleum i Guangdong, där han steg i graderna under 70- och 80-talen för att 1984 slutligen bli direktör. Som alla statliga bolag hade Maoming en partiavdelning, i vilken Zhang gick med 1973 och samlade på sig meriter som förklarar hans senare övergång till politiken. Samtidigt med direktörskapet var han från 1984 även vice partisekreterare för staden Maoming i vilken bolaget var baserat.

### Provinspolitik (1985-2012)
Zhang blev 1985 ansvarig för Guangdongs finansutskott. Från 1988 var han vice guvernör för provinsen, och kunde dessuton 1997 lägga till den viktiga posten som partisekreterare för Kinas industricentrum Shenzhen.
Han fick guvernörskapet i Shandong 2001 och ett år senare även partisekreterare för provinsen.
Toppen av sin provinsiella karriär nådde Zhang 2007 när han blev partisekreterare för Tianjin, som är huvudstaden Beijings port till havet och en av de fyra jättestäder som lyder direkt under centralregeringen utan att tillhöra någon provins. Partisekreterarna i de fyra direktstyrda städerna är i princip garanterade platser i Politbyrån, där Zhang mycket riktigt valdes in på partikongressen 2007.

### Vice premiärminister (2013-2018)
På kongressen 2012 valdes Zhang in i Politbyråns ständiga utskott och utsågs året därpå till förste vice premiärminister, alltså närmaste medarbetare till premiärminister Li Keqiang. Regeringen Li har totalt fyra vice premiärministrar, men de övriga tre sitter "bara" i Politbyrån och inte i Ständiga utskottet, så i partiets interna hierarki ligger de ett steg under Zhang.
Då Zhang hade fyllt 70 år vid partikongressen 2017 fick inte ställa upp till omval. 